# Downtown Jacksonville
Downtown Jacksonville (en español conocido como Centro de Jacksonville) es el centro de la ciudad de Jacksonville, Florida, EE. UU. y el distrito financiero y negocios del condado de Duval.